# Soribada
Soribada (tiếng Hàn Quốc: 소리바다) là dịch vụ chia sẻ tập tin peer-to-peer của Hàn Quốc được thành lập năm 2000 bởi Sean Yang với tư cách là công ty con của Napster. Tên 'Soribada' có nghĩa là "Đại dương âm thanh" hay "Tải về âm thanh".